# Mary Wineberg

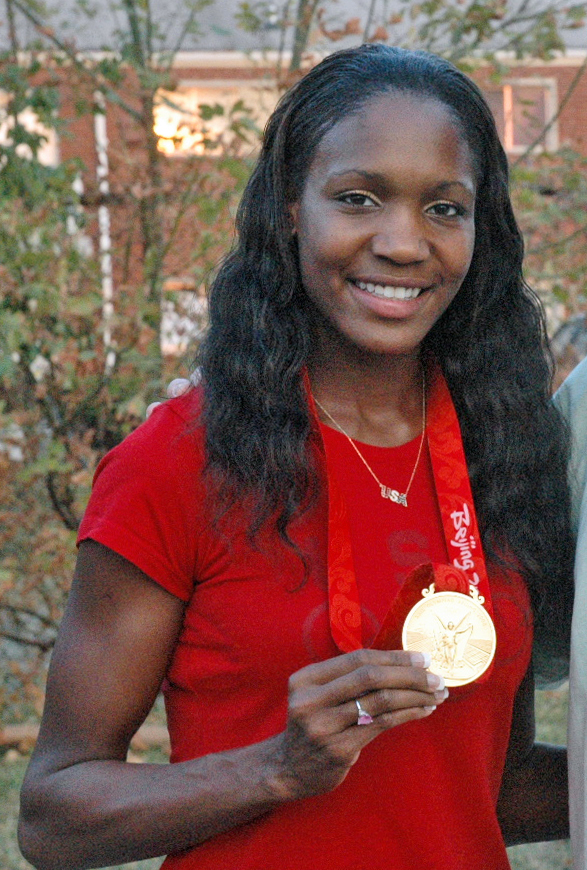
Mary Wineberg

Mary Wineberg (geb. Danner; * 3. Januar 1980 in Brooklyn) ist eine US-amerikanische Sprinterin und Staffelolympiasiegerin, die auf der 400-Meter-Strecke startet.
Mit der US-amerikanischen 4-mal-400-Meter-Staffel gewann sie bei den Hallenweltmeisterschaften 2003 in Birmingham Bronze, bei den Hallenweltmeisterschaften 2006 in Moskau Silber und bei den Weltmeisterschaften 2007 in Osaka Gold.
Als Einzelstarterin wurde sie 2005 und 2006 US-Vizehallenmeisterin und 2007 Dritte der US-Meisterschaften im Freien mit ihrer persönlichen Bestzeit von 50,24 s. Bei den Weltmeisterschaften in Osaka  kam sie auf den achten Platz. 	 
2008 wurde sie Zweite der US-Ausscheidungskämpfe für die Olympischen Spiele in Peking. Dort schied sie im Einzelbewerb im Halbfinale aus, gewann aber mit der 4-mal-400-Meter-Staffel die Goldmedaille.
Mary Wineberg ist 1,78 m groß und wiegt 63 kg. Sie ist in Cincinnati aufgewachsen und graduierte 2002 an der University of Cincinnati im Fach Pädagogik mit dem Schwerpunkt Gesundheitsberatung. Am 5. August 2006 heiratete sie Chris Wineberg, ehemaliger Zehnkämpfer und Trainer an der University of Cincinnati. Derzeit ist sie bei der Baumarktkette The Home Depot angestellt.